# Deutsche Tourenwagen Masters
El Deutsche Tourenwagen Masters, més conegut com a DTM, és una categoria de cotxes turístics disputats a Alemanya, la competició és gestionada per l'ADAC (Allgemer Deutscher Automobil-Club) i s'ha disputat des de l’any 2000. La categoria és el successor de Deutsche Tourenwagen-Meisterschaft, que es va celebrar entre 1984 i 1996, que es va tancar a causa dels elevats costos i el fracàs d’internacionalitzar la categoria.
Els cotxes que participen en la competició són Silhouette Body Cars, l’aspecte dels quals simula la dels cotxes de carrer, tot i que la seva mecànica és totalment diferent per assolir velocitats de 300 km/h.
La competició de turisme alemanya és una de les més populars del món, juntament amb la Fórmula 1, la IndyCar i la NASCAR. Per aquesta, van passar pilots famosos que estaven a la Fórmula 1, com Mika Hakkinen, Heinz-Harald Frentzen, Paul de Resta, entre altres i també van comptar amb les seves pròpies estrelles com Bernd Schneider, Timo Scheider, René Rast, tots dos multicampions de la categoria.

## História

### Precedent: Deutsche Towrenwagen Meisterschaft

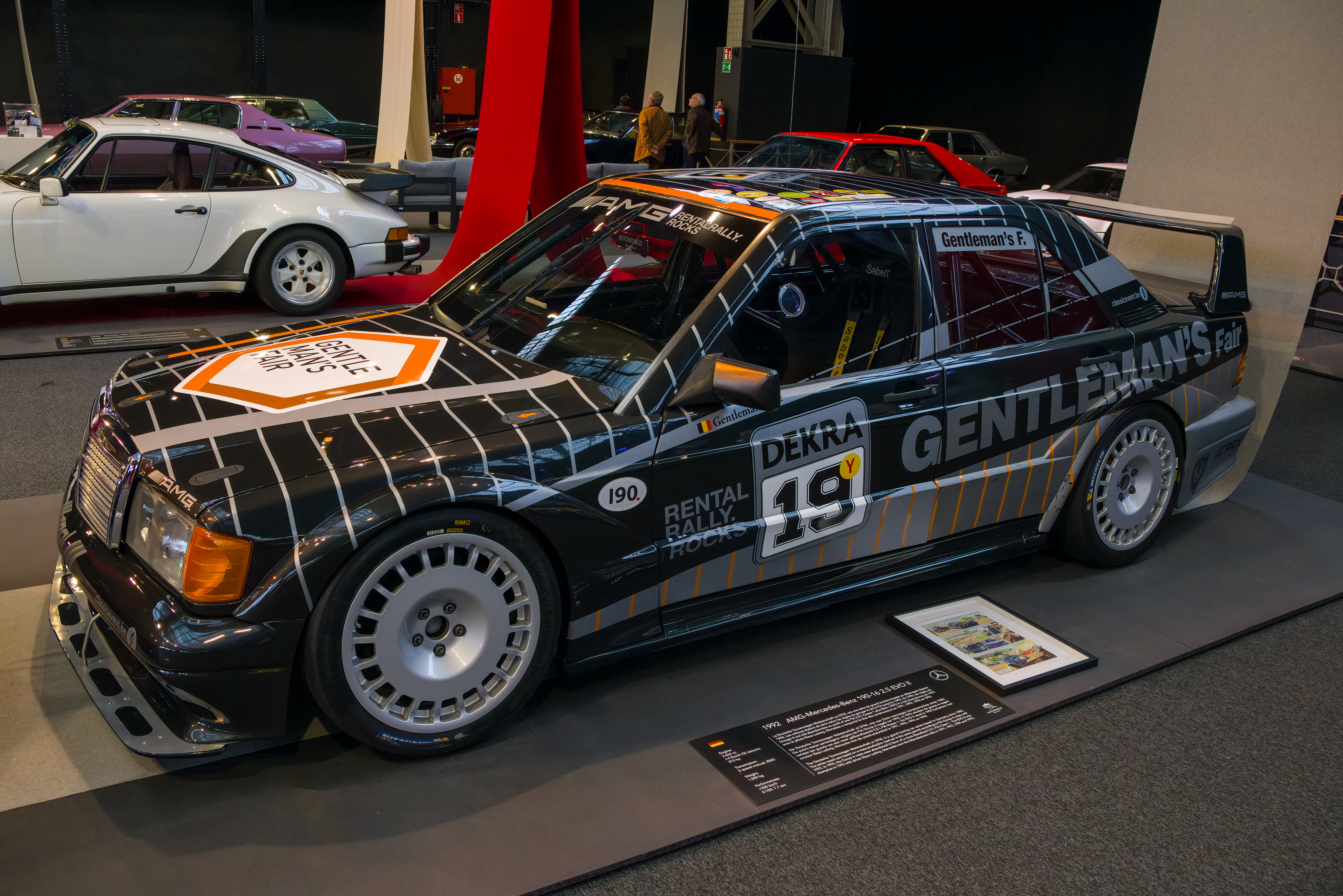
Mercedes-Benz 190E que competeix al DTM del 1992.

El DTM, en realitat va començar el 1984 a Alemanya amb el nom de Deutsche Tourenwagen Meisterschaft (lit. ‘Campionat d'Alemanya de Turismes’) obtenint el reglament per als cotxes del Grup A emès per la Fédération Internationale de l'Automobile (FIA), que després es va modificar gradualment per permetre models d'evolució. Al llarg dels anys, el campionat veu alternança, principalment de fabricants locals com Audi, BMW, Mercedes-Benz i Opel, també marques estrangeres com Alfa Romeo, Rover i Volvo, i també de Ford amb Sierra Cosworth que havia tingut tants èxits en el BTCC.
El 1993, es van abandonar les regles del Grup A a favor d'una normativa (Grup D1) amb un motor de 2500 cc, amb un ús extensiu de l'electrònica i els conductors i xassís de fibra de carboni. Amb les noves tecnologies electròniques, els costos van augmentar i els equips Audi i BMW es van retirar de la competició, quedant només Alfa Romeo, Mercedes i Opel.
Amb l'alta tecnologia i els drets televisius, la categoria va deixar de competir només en sòl alemany i va intentar internacionalitzar-se competint a Interlagos (Brasil) i Suzuka (Japó) canviant així el seu nom a International Touring Championship (ITC), però els costos de la categoria van augmentar excessivament i no van tenir èxit esperat. Com a conseqüència, Alfa Romeo i Opel es van retirar de la categoria, deixant Mercedes, que també es retiraria del DTM a principis de 1997, posant punt final a la categoria.

### Creació de la Deutsche Tourenwagen Masters
Després de la finalització de l'International Touring Championship, que inicialment va servir no només per promoure l'esport del motor a Alemanya, sinó també com a font de diners i desenvolupament tecnològic dels cotxes, els directors de les filials esportives de Mercedes-Benz, Opel i Audi es va reunir entre 1998 i 1999, per reorganitzar i revitalitzar el DTM, amb l'objectiu d'aconseguir una categoria tecnològica, competitiva, però amb uns costos raonables per poder invertir.
La nova competició va rebre el nom de Deutsche Tourenwagen Masters i va començar a celebrar-se l'any 2000, poc més de tres anys després de la finalització de l'antiga categoria, i actualment s'està consolidant com la competició de turismes més important del món.

## Format de cursa
Quan la categoria fou recreada, va ser utilitzat un format semblant al de l'última temporada de l'antic DTM el 1996: dues curses de 100 quilòmetres, amb un petit descans entremig. Els anys 2001 i 2002 es va fer una cursa curta de 35 quilòmetres i una llarga de 100 quilòmetres, que va incloure una parada en boxes i punts anotats per als 10 primers, com en temporades anteriors. Del 2003 al 2014 només hi va haver una cursa, que tenia un recorregut d'uns 250 quilòmetres, i dues parades obligatòries.
Per a la temporada 2015 es va introduir un nou format de cursa. El cap de setmana de cursa va consistir en curses de 40 minuts (dissabte) i 60 minuts (diumenge). A les curses de dissabte la parada en boxes era opcional, mentre que a les de diumenge la parada en boxes era obligatòria i s'havien de canviar els quatre pneumàtics. Les dues curses tenien el mateix sistema de puntuació.

## Sistema de puntuació
Al llarg de les temporades, el sistema de puntuació ha canviat diverses vegades. Els anys 2001 i 2002 hi va haver un sistema de punts a la cursa classificatòria, que va anotar els tres primers, i des del 2017, els 3 primers de la classificació tenen punts al campionat.
| Pos. anys | 1r | 2n | 3r | 4t | 5è | 6è | 7è | 8è | 9è | 10è | 11è | 12è | 13è | 14è | 15è |
| --------- | -- | -- | -- | -- | -- | -- | -- | -- | -- | --- | --- | --- | --- | --- | --- |
| 2000-2001 | 20 | 15 | 12 | 10 | 8  | 6  | 4  | 3  | 2  | 1   |     |     |     |     |     |
| 2002      | 10 | 6  | 4  | 3  | 2  | 1  |    |    |    |     |     |     |     |     |     |
| 2003-2011 | 15 | 8  | 6  | 5  | 4  | 3  | 2  | 1  |    |     |     |     |     |     |     |
| 2012-2022 | 25 | 18 | 15 | 12 | 10 | 8  | 6  | 4  | 2  | 1   |     |     |     |     |     |
| 2023      | 25 | 20 | 16 | 13 | 11 | 10 | 9  | 8  | 7  | 6   | 5   | 4   | 3   | 2   | 1   |

| Posició | 1r | 2n | 3r |
| ------- | -- | -- | -- |
| Punts   | 3  | 2  | 1  |

| Posició | 1r | 2n | 3r |
| ------- | -- | -- | -- |
| Punts   | 3  | 2  | 1  |

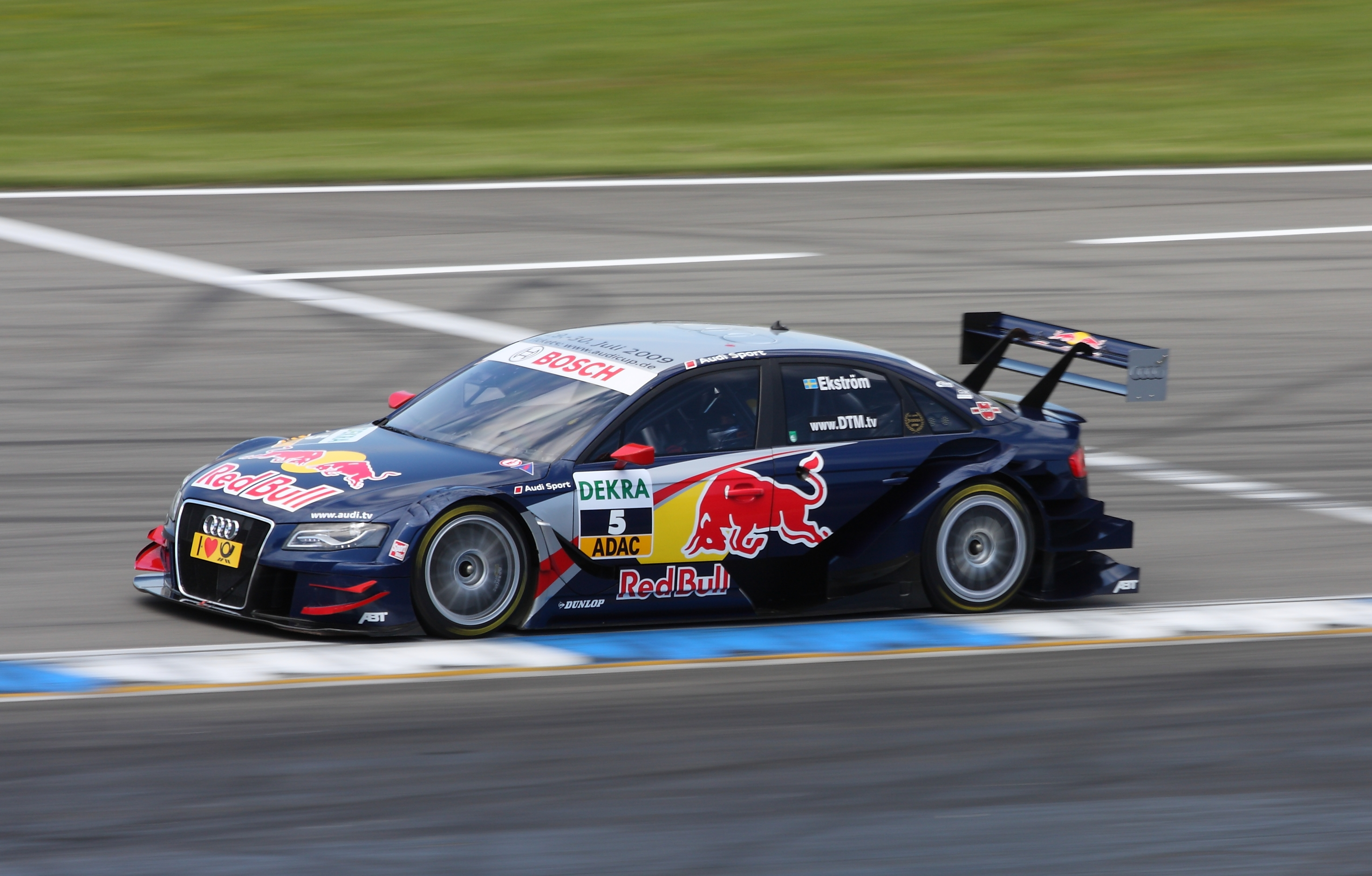
El Audi A4 DTM de Mattias Ekström el 2007.

En cas d'empat, la categoria determinarà el campió en funció de l'nombre més gran de primers llocs. Si encara hi ha empat, el DTM determinarà el campió pels segons llocs més, després els tercers llocs més, etc., fins que es determini un campió. El DTM aplicarà el mateix sistema a altres empats de rànquing al final de la temporada i en qualsevol altre moment de la temporada.

## Campions
| Temp. | Campionat de Pilots   | Campionat de Pilots      | Campionat de Pilots      | Constructor   |
| Temp. | Pilot                 | Equip                    | Cotxe                    | Constructor   |
| ----- | --------------------- | ------------------------ | ------------------------ | ------------- |
| 2000  | Bernd Schneider       | HWA Team                 | Mercedes-Benz Classe CLK | Mercedes-Benz |
| 2001  | Bernd Schneider       | HWA Team                 | Mercedes-Benz Classe CLK | Mercedes-Benz |
| 2002  | Laurent Aïello        | Audi ABT Sportsline      | Audi TT                  | Mercedes-Benz |
| 2003  | Bernd Schneider       | HWA Team                 | Mercedes-Benz Classe CLK | Mercedes-Benz |
| 2004  | Mattias Ekström       | Audi ABT Sportsline      | Audi A4                  | Audi          |
| 2005  | Gary Paffett          | HWA Team                 | Mercedes-Benz Classe C   | Mercedes-Benz |
| 2006  | Bernd Schneider       | HWA Team                 | Mercedes-Benz Classe C   | Mercedes-Benz |
| 2007  | Mattias Ekström       | Audi ABT Sportsline      | Audi A4                  | Audi          |
| 2008  | Timo Schneider        | Audi ABT Sportsline      | Audi A4                  | Mercedes-Benz |
| 2009  | Timo Schneider        | Audi ABT Sportsline      | Audi A4                  | Mercedes-Benz |
| 2010  | Paul di Resta         | HWA Team                 | Mercedes-Benz Classe C   | Mercedes-Benz |
| 2011  | Martin Tomczyk        | Audi Phoenix Racing      | Audi A4                  | Audi          |
| 2012  | Bruno Spengler        | BMW Schnitzer Motorsport | BMW M3                   | BMW           |
| 2013  | Mike Rockenfeller     | Audi Phoenix Racing      | Audi RS5                 | BMW           |
| 2014  | Marco Wittmann        | BMW Team RMG             | BMW M4                   | Audi          |
| 2015  | Pascal Wehrlein       | HWA Team                 | Mercedes-Benz Classe C   | BMW           |
| 2016  | Marco Wittmann        | BMW Team RMG             | BMW M4                   | Audi          |
| 2017  | René Rast             | Audi Sport Team Rosberg  | Audi RS5                 | Audi          |
| 2018  | Gary Paffett          | HWA Team                 | Mercedes-Benz Classe C   | Mercedes-Benz |
| 2019  | René Rast             | Audi Sport Team Rosberg  | Audi RS5 Turbo DTM       | Audi          |
| 2020  | René Rast             | Audi Sport Team Rosberg  | Audi RS5 Turbo DTM       | Audi          |
| 2021  | Maximilian Götz       | Mercedes-AMG Team HRT    | Mercedes-AMG GT3 Evo     | Mercedes-AMG  |
| 2022  | Sheldon van der Linde | Schubert Motorsport      | BMW M4 GT3               | BMW           |
| 2023  | A definir             |                          |                          |               |

### Pilots per nombre de títols

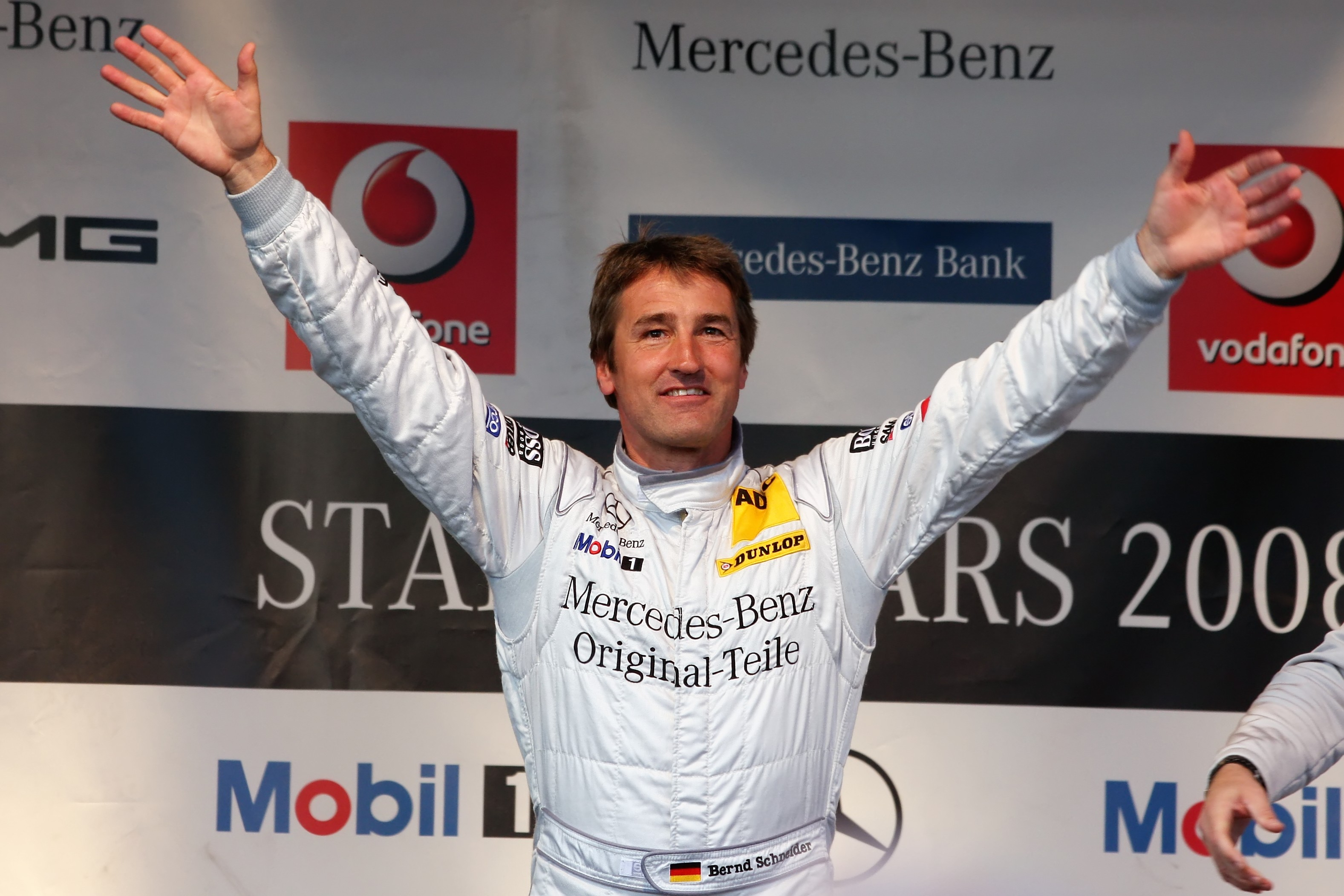
Bernd Schneider és el màxim campió de la categoria, amb 4 títols

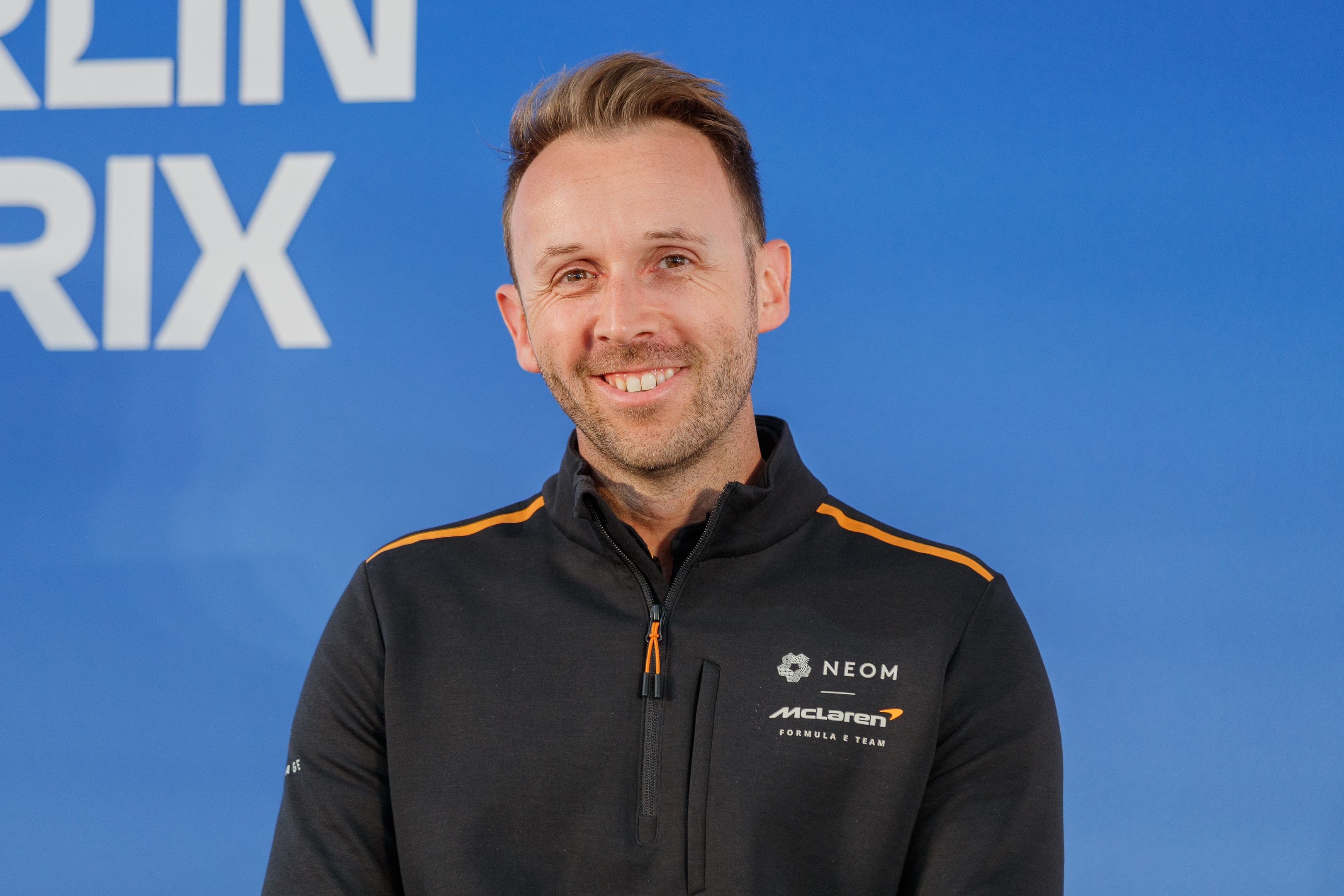
René Rast és triple campió i el segon amb títols de la categoria.

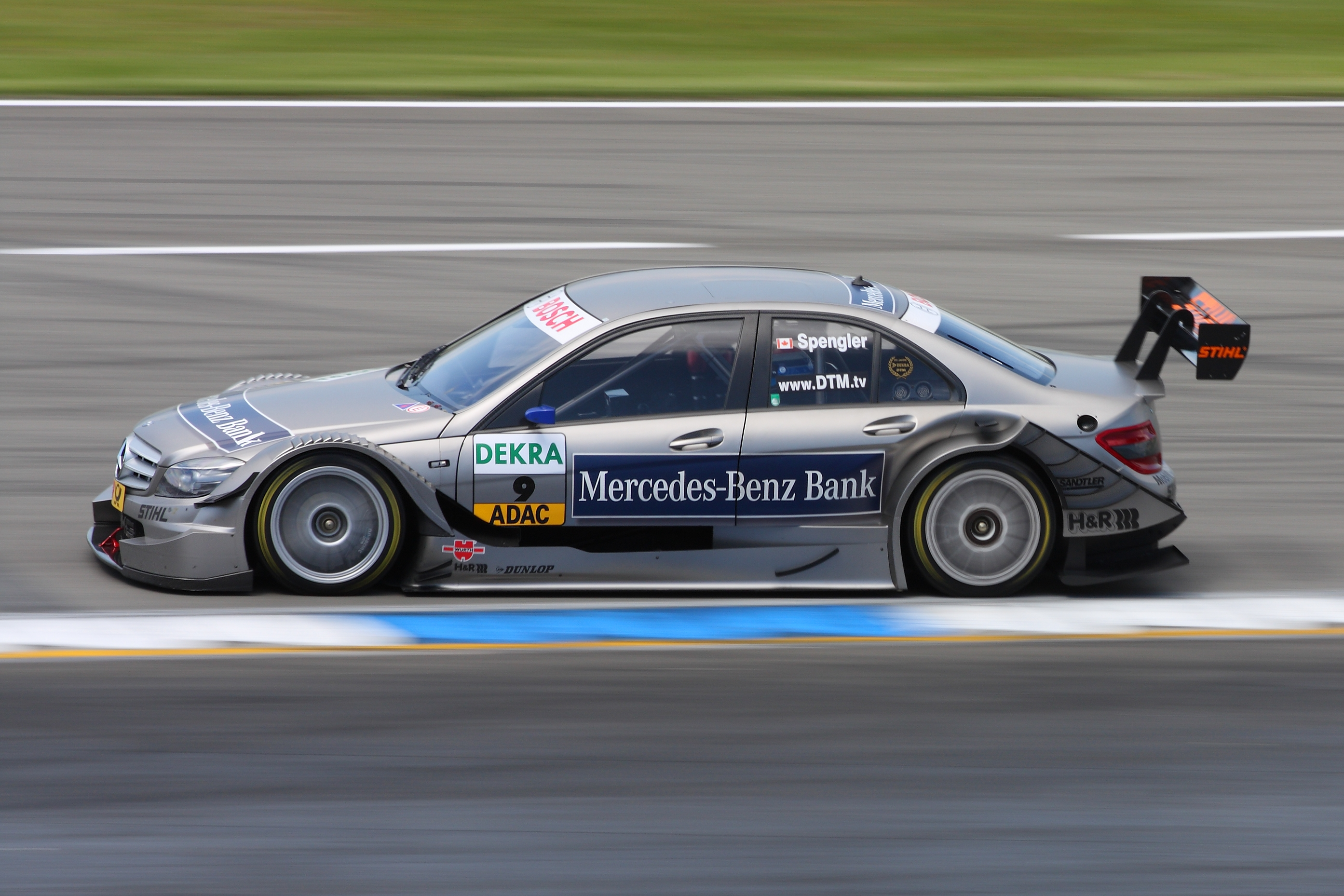
El Mercedes-Benz és el fabricant amb més títols de DTM, amb 11 campionats.

| Pilot                 | Total | Anys                   |
| --------------------- | ----- | ---------------------- |
| Bernd Schneider       | 4     | 2000, 2001, 2003, 2006 |
| René Rast             | 3     | 2017, 2019, 2020       |
| Mattias Ekström       | 2     | 2004, 2007             |
| Timo Scheider         | 2     | 2008, 2009             |
| Marco Wittmann        | 2     | 2014, 2016             |
| Gary Paffett          | 2     | 2005, 2018             |
| Laurent Aïello        |       | 2002                   |
| Paul di Resta         |       | 2010                   |
| Martin Tomczyk        |       | 2011                   |
| Bruno Spengler        |       | 2012                   |
| Mike Rockenfeller     |       | 2013                   |
| Pascal Wehrlein       |       | 2015                   |
| Maximilian Götz       |       | 2021                   |
| Sheldon van der Linde |       | 2022                   |

### Fabricants per nombre de títols
| Fabricants    | Total | Anys                                                             |
| ------------- | ----- | ---------------------------------------------------------------- |
| Mercedes-Benz | 11    | 2000, 2001, 2002, 2003, 2005, 2006, 2008, 2009, 2010, 2018, 2021 |
| Audi          | 8     | 2004, 2007, 2011, 2014, 2016, 2017, 2019, 2020                   |
| BMW           | 4     | 2012, 2013, 2015, 2022                                           |